# 어도비 디바이스 센트럴
어도비 디바이스 센트럴(Adobe Device Central)은 2007년 3월 CS3의 일부로 어도비 시스템즈가 만들고 출시한 소프트웨어 프로그램이다.
CS 5.5를 끝으로 이 제품의 출시는 끝났으며, 2012년 4월 23일부로 개발이 중단되었다.

## CS5의 새로운 기능
어도비 디바이스 센트럴 CS5는 장치의 지역 위치, 가속도계, 멀티 터치 기능의 에뮬레이션을 포함한 새로운 몇 가지 기능들이 추가되었다.

## 같이 보기
- 어도비 크리에이티브 제품군

## 참조
1. ↑  “보관된 사본” (PDF). 2013년 5월 25일에 원본 문서 (PDF)에서 보존된 문서. 2012년 12월 11일에 확인함.
2. ↑  Adobe Devices Central CS5